# Clemens Große Macke

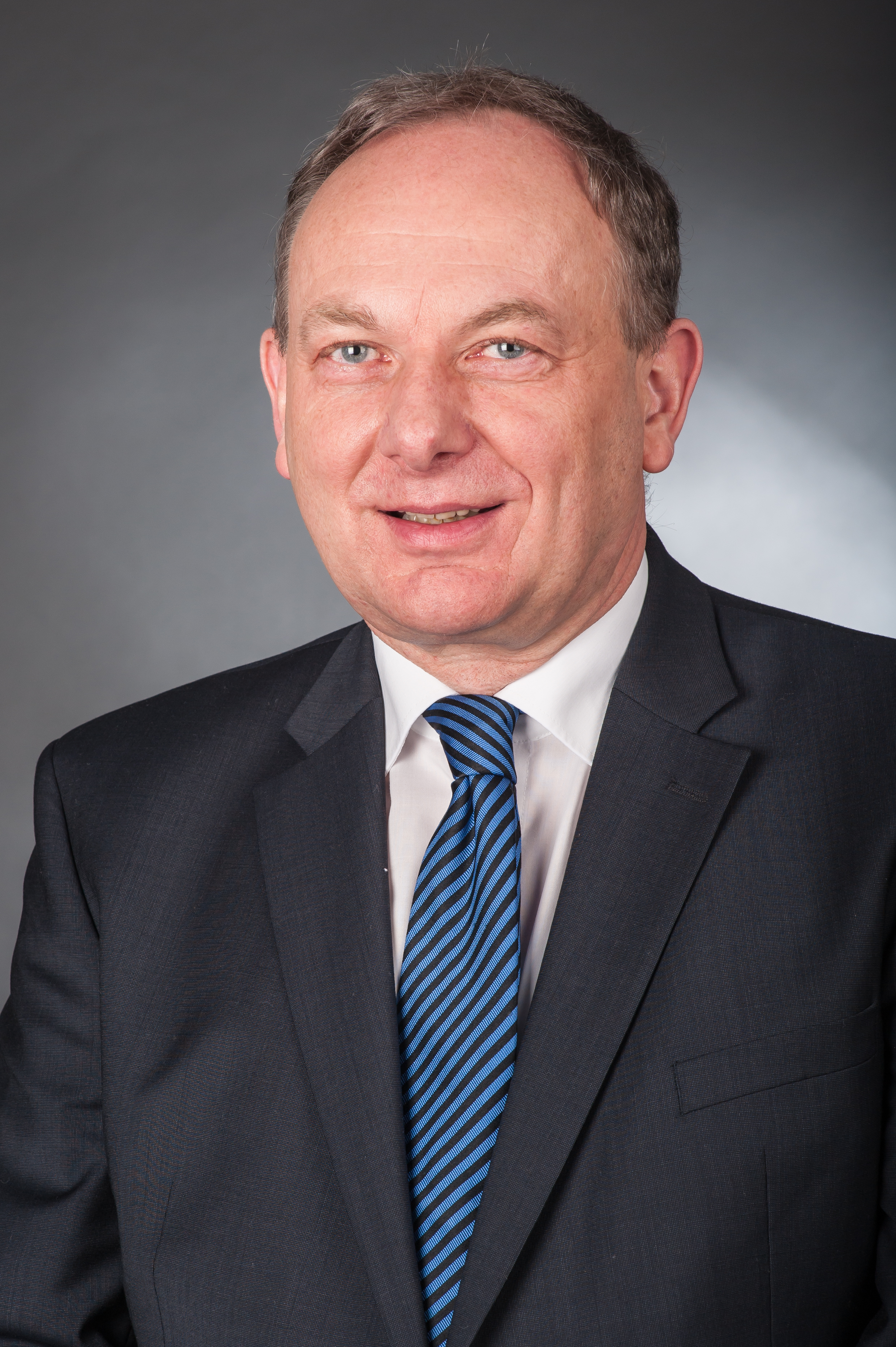
Clemens große Macke, 2013

Clemens große Macke (* 19. Juli 1959 in Addrup, Gemeinde Essen (Oldenburg)) ist ein deutscher Kommunalpolitiker (CDU) und war von 2003 bis 2017 Mitglied des Niedersächsischen Landtags.

## Leben
Nach Erlangung der Mittleren Reife im Jahre 1975 besuchte er die Höhere Handelsschule und machte anschließend eine Lehre als Landwirt und Kaufmann. Seit 1983 ist er Landwirtschaftsmeister. 1986 übernahm er den elterlichen Betrieb in der Gemeinde Essen (Oldenburg) und ist seitdem als Landwirt und als freiberuflicher Unternehmensberater tätig.
In seiner Jugend war große Macke im Landesverband Oldenburg der Katholischen Landjugendbewegung aktiv.
Große Macke ist verheiratet und hat drei Kinder.

## Politik
Seit 1995 ist Clemens große Macke Mitglied der CDU. Von 2002 bis 2016 war er Vorsitzender des CDU-Gemeindeverbands Essen.
2001 wurde große Macke Mitglied des Gemeinderates von Essen. 2016 kandidierte für das Amt des Bürgermeisters von Essen, unterlag jedoch dem parteilosen Konkurrenten Heiner Kreßmann.
Bei den niedersächsischen Landtagswahlen 2003, 2008 und 2013 wurde er mit dem landesweit besten Ergebnis für den Wahlkreis Cloppenburg in den Landtag gewählt. Von Mitte 2012 bis März 2013 war er stellvertretender Vorsitzender der CDU-Landtagsfraktion und ihr Sprecher für Ernährung und Landwirtschaft. Zur Landtagswahl 2017 trat große Macke nicht wieder an.